# Liviu Lalu
Liviu Lalu este un fost deputat român în legislatura 1990-1992, ales în județul Sibiu pe listele partidului PNȚCD. Liviu Lalu l-a înlocuit pe deputatul Gligor Ciortea de la data de 3 septembrie 1992. 